# Gran Premio motociclistico d'Olanda 1963
Il Gran Premio motociclistico d'Olanda fu il quinto appuntamento del motomondiale 1963.
Si svolse sabato 29 giugno 1963 sul circuito di Assen, ed erano in programma tutte le classi in singolo oltre che i sidecar.
La Classe 500 fu vinta da John Hartle sulla Gilera (che tornò per la prima volta alla vittoria dopo il rientro alle competizioni), le 350 e le 250 furono vinte da Jim Redman su Honda (ripetendo il risultato della gara precedente, nonché dell'anno precedente), la 125 da Hugh Anderson Honda, la 50 da Ernst Degner, entrambi in sella a Suzuki; tra le motocarrozzette si impose l'equipaggio composto da Max Deubel e Emil Hörner su BMW

## Classe 500
Furono 24 i piloti alla partenza e ne vennero classificati 13 al termine della prova.
Tra i ritirati vi furono Mike Hailwood, František Šťastný e Jack Findlay.

### Arrivati al traguardo
| Pos. | Pilota               | Moto      | Tempo        | Punti |
| ---- | -------------------- | --------- | ------------ | ----- |
| 1    | John Hartle          | Gilera    | 1h 05' 12" 2 | 8     |
| 2    | Phil Read            | Gilera    | +4" 6        | 6     |
| 3    | Alan Shepherd        | Matchless | +2' 18" 6    | 4     |
| 4    | Jack Ahearn          | Norton    | +2' 41" 8    | 3     |
| 5    | Fred Stevens         | Norton    | +3' 09" 9    | 2     |
| 6    | Sven-Olov Gunnarsson | Norton    | +1 giro      | 1     |
| 7    | Maurice Low          | Matchless | +1 giro      |       |
| 8    | Sid Mizen            | Matchless | +1 giro      |       |
| 9    | Walter Scheimann     | Norton    | +1 giro      |       |
| 10   | Raymond Shaw         | Matchless | +1 giro      |       |
| 11   | Karl Recktenwald     | Norton    | +1 giro      |       |
| 12   | Nikolaj Sevast'ânov  | CKEB      | +2 giri      |       |
| 13   | John Somers          | Norton    | +2 giri      |       |

## Classe 350

### Arrivati al traguardo
| Pos. | Pilota            | Moto      | Tempo        | Punti |
| ---- | ----------------- | --------- | ------------ | ----- |
| 1    | Jim Redman        | Honda     | 1h 06' 04" 1 | 8     |
| 2    | Mike Hailwood     | MV Agusta | +32" 5       | 6     |
| 3    | Luigi Taveri      | Honda     | +1' 41" 2    | 4     |
| 4    | František Šťastný | Jawa      | +2' 47" 1    | 3     |
| 5    | Jack Ahearn       | Norton    | +3' 01" 2    | 2     |
| 6    | Gustav Havel      | Jawa      | +1 giro      | 1     |
| 7    | Karl Hoppe        | AJS       | +1 giro      |       |
| 8    | Fred Stevens      | Norton    | +1 giro      |       |
| 9    | Dennis Ainsworth  | Norton    | +1 giro      |       |
| 10   | Dan Shorey        | AJS       | +1 giro      |       |
| 11   | Ladi Richter      | Norton    | +2 giri      |       |
| 12   | Eduard Lenz       | Norton    | +2 giri      |       |

## Classe 250

### Arrivati al traguardo
| Pos. | Pilota            | Moto        | Tempo     | Punti |
| ---- | ----------------- | ----------- | --------- | ----- |
| 1    | Jim Redman        | Honda       | 56' 39" 1 | 8     |
| 2    | Fumio Itō         | Yamaha      | +34" 9    | 6     |
| 3    | Tarquinio Provini | Moto Morini | +52"      | 4     |
| 4    | Yoshikazu Sunako  | Yamaha      | +3' 04" 7 | 3     |
| 5    | Tommy Robb        | Honda       | +5' 33" 2 | 2     |
| 6    | Cas Swart         | Honda       | +1 giro   | 1     |
| 7    | Ginger Molloy     | Bultaco     | +1 giro   |       |
| 8    | Stanislav Malina  | ČZ          | +1 giro   |       |
| 9    | Trevor Barnes     | Moto Guzzi  | +2 giri   |       |
| 10   | Siegfried Lohmann | Adler       | +2 giri   |       |

## Classe 125
Dopo aver gareggiato e vinto sia la 250 che la 350, Jim Redman incorse in un incidente nella corsa della 125, procurandosi una frattura alla clavicola.

### Arrivati al traguardo
| Pos. | Pilota               | Moto   | Tempo     | Punti |
| ---- | -------------------- | ------ | --------- | ----- |
| 1    | Hugh Anderson        | Suzuki | 48' 54" 1 | 8     |
| 2    | Frank Perris         | Suzuki | +8" 7     | 6     |
| 3    | Luigi Taveri         | Honda  | +44" 7    | 4     |
| 4    | Bert Schneider       | Suzuki | +1' 59"   | 3     |
| 5    | Kunimitsu Takahashi  | Honda  | +2' 01" 8 | 2     |
| 6    | Tommy Robb           | Honda  | +2' 18" 3 | 1     |
| 7    | Cees van Dongen      | Honda  | +3' 21" 2 |       |
| 8    | Stanislav Malina     | ČZ     | +1 giro   |       |
| 9    | Walter Scheimann     | Honda  | +1 giro   |       |
| 10   | Sven-Olof Gunnarsson | Honda  | +1 giro   |       |
| 11   | Giuseppe Visenzi     | Ducati | +1 giro   |       |
| 12   | Rolf Amfaldern       | Honda  | +1 giro   |       |
| 13   | Jan Huberts          | Honda  | +1 giro   |       |
| 14   | Cas Swart            | Ducati | +2 giri   |       |
| 15   | Han Leenheer         | Ducati | +2 giri   |       |

## Classe 50

### Arrivati al traguardo
| Pos. | Pilota               | Moto     | Tempo     | Punti |
| ---- | -------------------- | -------- | --------- | ----- |
| 1    | Ernst Degner         | Suzuki   | 31' 05" 2 | 8     |
| 2    | Hugh Anderson        | Suzuki   | +6" 5     | 6     |
| 3    | Michio Ichino        | Suzuki   | +7" 9     | 4     |
| 4    | Isao Morishita       | Suzuki   | +15" 2    | 3     |
| 5    | Mitsuo Itoh          | Suzuki   | +38" 7    | 2     |
| 6    | Hans-Georg Anscheidt | Kreidler | +43"      | 1     |
| 7    | Alberto Pagani       | Kreidler | +43" 5    |       |
| 8    | Cees van Dongen      | Kreidler | +1' 27" 6 |       |
| 9    | Jean-Pierre Beltoise | Kreidler | +1' 47" 9 |       |
| 10   | Jan Huberts          | Derbi    | +3' 06" 2 |       |
| 11   | José Maria Busquets  | Derbi    | +3' 18" 3 |       |

## Classe sidecar
Fu questa la 74ª prova disputata per le motocarrozzette dall'istituzione del motomondiale; si sviluppò su 14 giri, per una percorrenza di 107,860 km.
Giro più veloce di Max Deubel/Emil Hörner (BMW) in 3' 37" 1 a 127,700 km/h.

### Arrivati al traguardo
| Pos. | Pilota            | Passeggero    | Moto    | Tempo     | Punti |
| ---- | ----------------- | ------------- | ------- | --------- | ----- |
| 1    | Max Deubel        | Emil Hörner   | BMW     | 51' 17" 2 | 8     |
| 2    | Fritz Scheidegger | John Robinson | BMW     | +11" 6    | 6     |
| 3    | Florian Camathias | Alfred Herzig | FCS-BMW | +1' 12" 7 | 4     |
| 4    | Otto Kölle        | Dieter Hess   | BMW     | +1' 39" 4 | 3     |
| 5    | Georg Auerbacher  | Beno Heim     | BMW     | +1' 52" 6 | 2     |
| 6    | Chris Vincent     | Keith Scott   | BSA     | +2' 29" 9 | 1     |
| 7    | Jackie Beeton     | Eddie Bulgin  | BMW     | +2' 36" 3 |       |
| 8    | Arsenius Butscher | Walter Popp   | BMW     | +1 giro   |       |
| 9    | Boško Šnajder     | Stjepan Rogan | BMW     | +1 giro   |       |
| 10   | Tony Wakefield    | Graham Milton | BMW     | +1 giro   |       |